# 아좌태자
아좌태자(阿佐太子, 572년?~645년?)는 백제의 왕족이며, 외교관이다. 위덕왕의 아들이다. 왜에 불교 전교 관련 사절단으로 파견되었다.

## 일본 초상화
위덕왕의 아들로 쇼토쿠 태자의 스승이기도 하다. 일본서기에 따르면, 597년 4월에 왜국에 건너가 쇼토쿠태자(聖德太子)의 초상을 그렸다고 한다.
현재 일본의 궁내청에 소장되어 있는 그림으로, 일본에서 가장 오래된 초상화이다. 그 형식은 태자를 가운데 두고 좌우에는 두 왕자―전해 오는 바에 따르면, 오른쪽이 야마시로 오에(山背大兄)왕 왼쪽이 에구리(殖栗)왕―를 조금 작게 배치한 구성이다. 이러한 배치는 불교에서 영향을 받은 삼존불적(三尊佛的) 구성이라고도 생각된다. 혹은 염립본(閻立本)의 그림이라 전하는 역대제왕도권(歷代帝王圖卷)에서 볼 수 있는 그 당시의 구도법에 기인한 것으로 해석되기도 한다. 화법에 있어서는 쇼토쿠태자의 미목(眉目) 눈썹과 눈을 눈썹은 거의 일(一)자로 포착하고 눈꺼풀은 굵은 묵선으로 처리하였다. 어미(魚尾) 눈초리의 주름 부위에는 엷은 홍기가 삽입되어 있다. 한편 쇼토쿠태자의 두 뺨에서 아래턱을 가리는 수염은 긴 털을 가는 선과 조금 굵은 선으로 농담을 나타내며 곧게 그렸다. 여기에는 선염(渲染) 색칠할 때 한쪽을 진하게 하고 다른 쪽으로 갈수록 엷고 흐리게 하는 일)이 부가되어 있다. 그리고 몸체를 나타내는 선은 활달하고 때로는 끊어졌다 이어졌다 하는 성질을 띠고 있다. 옷주름 처리에서 주름 부위는 주름에 가까울수록 짙게 선염을 넣었다. 이것은 왕자상(王子像) 역시 마찬가지로 선염시채(渲染施彩) 화면에 물을 칠하여 마르기 전에 채색하여 몽롱하고 침중한 묘미를 나타내는 기법 위에 다시 묵선으로 일종의 강세를 가하여 입은 옷의 입체감을 나타내고자 하였다. 현재 일본 학계에서도 논의가 많은 이 상(像)은 제작 시기 자체에 있어서도 태자 및 협시왕자(脇侍王子)의 복식(服飾)으로 미루어 하쿠호시대(白鳳時代 645년~709년)의 작품이라고 보는 설과 가마쿠라시대(鎌倉時代, 1185년~1336년)의 모본(模本)이라고 보는 설이 대체로 지배적이다. 이와 같이 현재 전해 오는 쇼토쿠태자상은 양식상의 문제점과 아울러 아좌태자에 대한 기록이 한국 자료에는 나타나지 않는다는 사실로 인하여 아직 미해결의 과제이다. 하지만 삼국시대 당시 일본과의 교류 및 내왕의 빈번함을 참조해 보면, 그 가능성은 충분히 인정된다.

## 가계
- 증조부 : 무령(武寧)
- 조부 : 성(聖)
- 조모 : 양화부인(陽花夫人)
- 부왕 : 위덕(威德)
- 모후 : 소씨(召氏)
- 모후 : 연씨(延氏)
  - 동생 : ?
  - 동생 : ?
  - 동생 : 무(武)
  - 동생 : 부여예란(扶餘禮蘭)
- 숙부 : 혜(惠)
- 숙부 : 임성태자(琳聖太子)
  - 사촌 : 법(法)

## 작품
- 쇼토쿠 태자 초상화

## 아좌태자가 등장하는 작품

### 드라마
- 《서동요》(SBS, 2005년~2006년, 배우:정재곤)

## 같이 보기
- 임성태자
- 왕인
- 백제 진손왕
- 순타태자

## 참고 자료
- 한국회화사(韓國繪畵史) (안휘준 일지사 1980)
- 한국회화사(韓國繪畵史) (이동주 서문당 1972)
- 日本書紀 (卷22 推古記 5年條)
- 聖德太子傳私紀 (顯眞撰 一名 古今目錄抄 上卷 太子御影條)
- 御物聖德太子御影考」(龜田孜 美術硏究 151)
- 聖德太子御像に就いて」(田中一松 塔影 16)
- 聖德太子及び王子像-古今目錄抄記載の解釋と補筆の問題を中心に-」(飯島勇 『Museum』97 東京國立博物館)